# کاترین هان
کاترین هان (انگلیسی: Kathryn Hahn؛ زادهٔ ۲۳ ژوئیهٔ ۱۹۷۳) یک هنرپیشه اهل ایالات متحده آمریکا است. وی از سال ۱۹۹۹ میلادی تاکنون مشغول فعالیت بوده است.
از فیلم‌ها یا برنامه‌های تلویزیونی که وی در آن نقش داشته است می‌توان به جاده انقلابی، برادر ابله ما، آخرین میمزی، برادرخوانده، اونجوری بامزه است، خانواده فانگ، مادرهای بد، دو اور، کریسمس مادرهای بد، بسیار شبیه عشق و اجناس و هتل ترانسیلوانیا۳، برنده یک قرار با تاد همیلتون!، واندا و ویژن و هتل ترانسیلوانیا۴ اشاره کرد.

## افتخارات
او در سریال وانداوویژن نقش اگنس هارکنس را بازی کردند و امسال برای همین نقش جایزه بهترین نقش مکمل زن را در مراسم منتقدهای هالیوود را بردند و موفق به کسب این جایزه شدند.